# Tubiceroides dimidiatus
Tubiceroides dimidiatus är en tvåvingeart som beskrevs av Borgmeier och Prado 1975. Tubiceroides dimidiatus ingår i släktet Tubiceroides och familjen puckelflugor. Inga underarter finns listade i Catalogue of Life.